# Claudius Florimund de Mercy

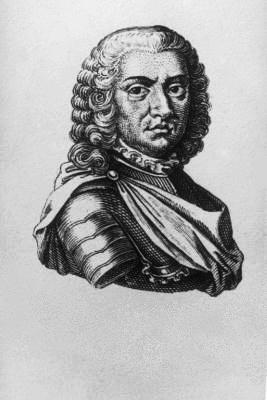
hrabia Claudius Florimund de Mercy

Claudius Florimund de Mercy (ur. 1666, zm. 29 czerwca 1734) – austriacki marszałek polny.
Pochodził z belgijskiej rodziny arystokratycznej. Walczył we Włoszech gdy toczyła się wojna o sukcesję hiszpańską (1701-1714). W armii austriackiej 12 października 1723 został mianowany na stopień marszałka polnego. Jego synem był austriacki dyplomata Florimont-Claude Mercy-Argenteau (1727-1794).